# Gymnusa variegata
Gymnusa variegata – gatunek chrząszcza z rodziny kusakowatych i podrodziny rydzenic. Zamieszkuje palearktyczną Eurazję od Wysp Brytyjski po Daleki Wschód.

## Taksonomia
Gatunek ten opisany został po raz pierwszy w 1845 roku przez Hellmutha von Kiesenwettera. Wyróżnia się w jego obrębie dwa podgatunki:
- Gymnusa variegata anatolica Korge, 1979
- Gymnusa variegata variegata Kiesenwetter, 1845

## Morfologia
Chrząszcz o wydłużonym, łódkowatym w zarysie ciele długości od 5 do 6 mm. Ubarwienie ma czarne z rdzawoczerwonymi stopami. Człony w środkowej części czułków są krótsze niż dwukrotność ich szerokości. Powierzchnia głowy jest błyszcząca. Przedplecze również jest lśniące, o dość rozproszonym punktowaniu. Pokrywy mają gęste, ziarniste punktowanie. Powierzchnia odwłoka ma połyskujące tło i silne, dość gęste punktowanie. Owłosienie jest wyraźne, złocistożółte.

## Ekologia i występowanie
Owad rozmieszczony głównie na obszarach górskich, ale spotykany także na nizinach, zwłaszcza na północy zasięgu. Zasiedla stanowiskach wilgotne i zacienione, chętnie pobrzeża źródeł i zimnych potoków. Bytuje wśród wilgotnych mchów i na wystającej ponad taflę wody roślinności. Aktywne osobniki dorosłe obserwuje się od lipca do maja, w górach najliczniej w lecie.
Gatunek palearktyczny. Podgatunek nominatywny w Europie znany jest z Irlandii, Wielkiej Brytanii, Francji, Belgii,  Holandii, Niemiec, Szwajcarii, Austrii, Szwecji, Norwegii, Finlandii, Polski, Czech, Słowacji i północnoeuropejskiej części Rosji, a w Azji z dalekowschodniej części Rosji i chińskiego Jilinu. Podgatunek G. v. anatolica jest endemitem azjatyckiej części Turcji.
Na „Czerwonej liście gatunków zagrożonych Republiki Czeskiej” umieszczony jest jako gatunek narażony na wymarcie (VU).